# اس‌اس آکواراما

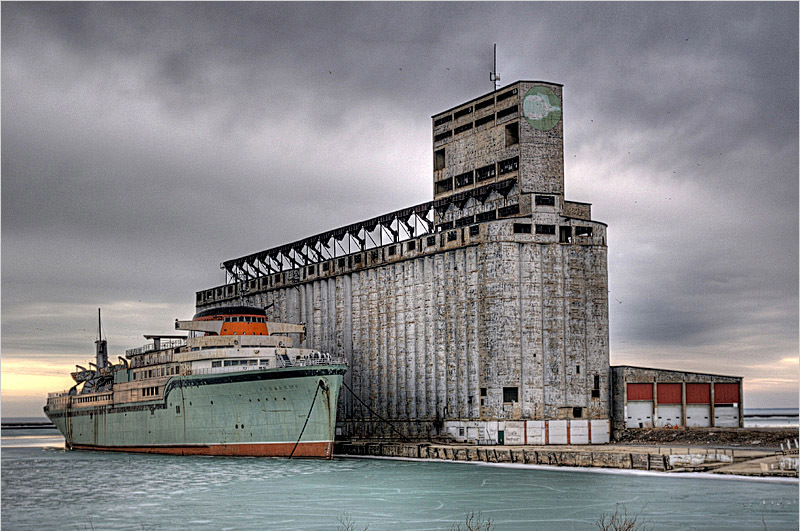

اس‌اس آکواراما (به انگلیسی: SS Aquarama) یک کشتی است که طول آن 520 ft. می‌باشد.